# 8869 Олаусґусо
8869 Олаусґусо (8869 Olausgutho) — астероїд головного поясу, відкритий 6 березня 1992 року.
Тіссеранів параметр щодо Юпітера — 3,197.
Названо на честь студента 15 століття Уппсальського університету Олауса Ґусо (англ. Olaus Johannis Gutho; пом. у 1516 р.) після якого збереглись конспекти лекцій — одне з небагатьох свідчень про те, що вивчалось у єдиному у середньовіччі шведському університеті.